# Костер, Эверхадус
Эверхадус Костер (Everhardus Koster; 17 февраля 1817, Гаага — 8 января 1892, Дордрехт) — голландский художник-живописец XIX века, гравёр, художественный администратор, директор голландского музея Paviljoen Welgelegen в Харлеме.

## Биография

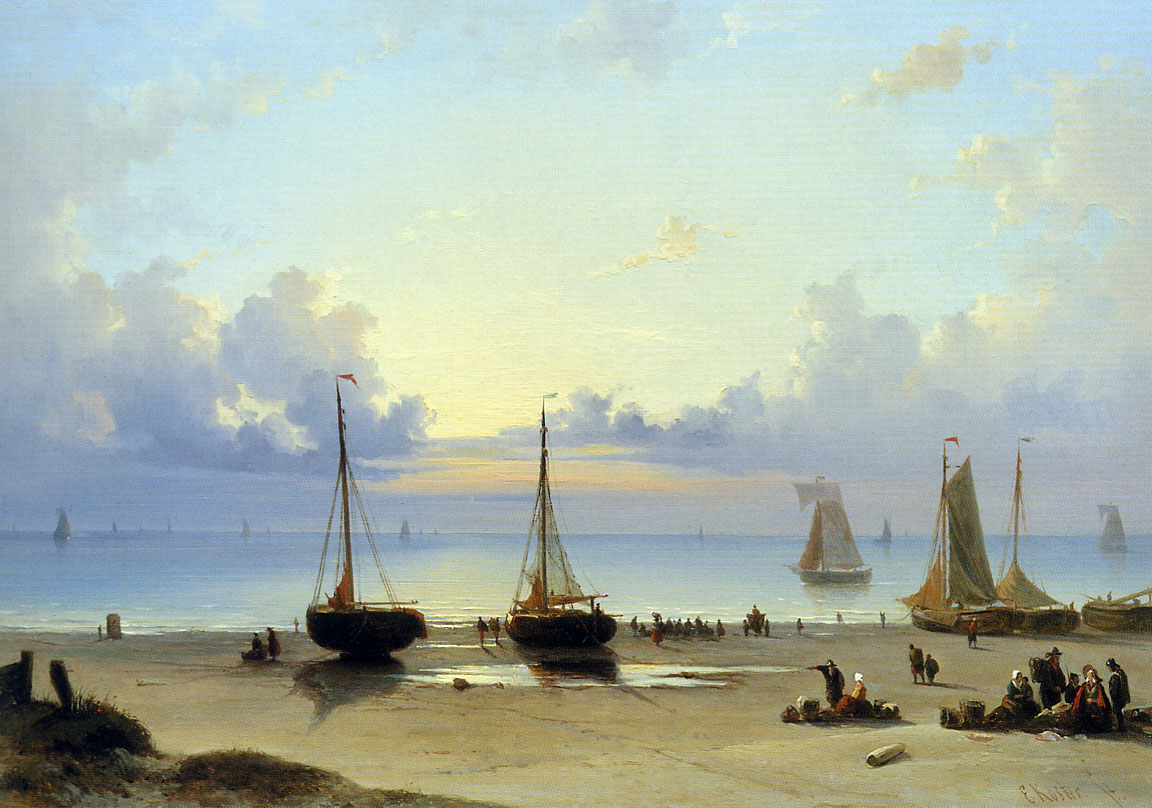
Эверхадус Костер: «Морской пейзаж», вторая половина 19 века.

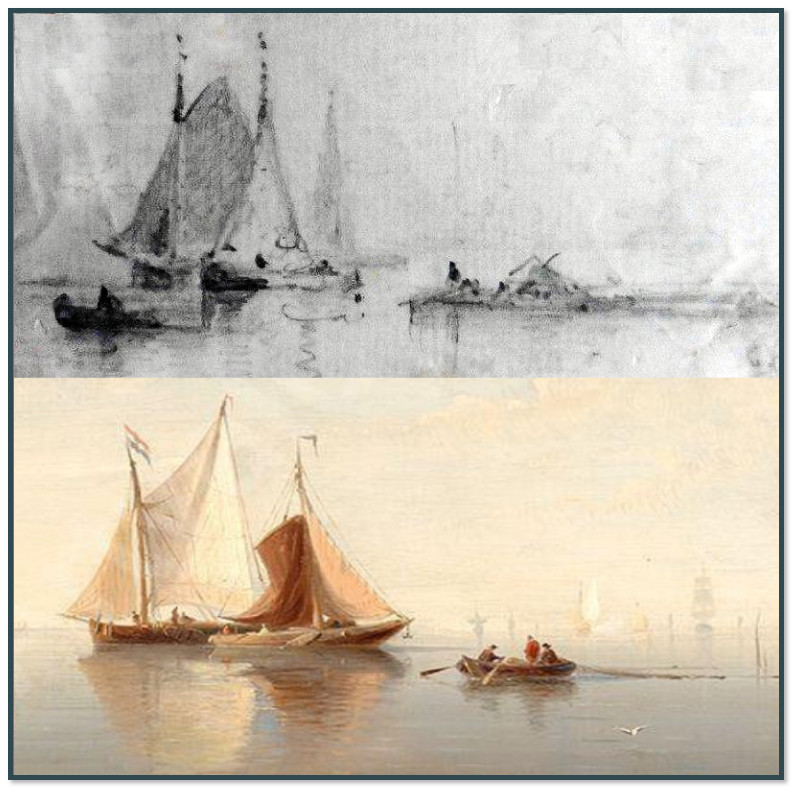
Эверхадус Костер: «Морской пейзаж в процессе работы», вторая половина 19 века.

Эверхадус Костер родился 17 февраля 1817 года в Гааге. Уже с детства у него проявился талант к рисованию. Особое восхищение у него, как и у многих других голландцев, вызывали морские сцены: впечатляющие виды больших кораблей и снующих маленьких лодок простых торговцев. Все это в дальнейшем отразилось в его творчестве. Тем не менее, юный Эверхадус решает стать морским инженером. В возрасте 16 лет на его художественные способности обращает внимание известный голландский живописец и декоратор Bartholomeus Johannes van Hove и убеждает юного Эверхадуса поступить учиться в Королевскую академию искусств в Гааге, где он в то время преподавал и занимал должность завуча.
По окончании академии Эверхадус Костер стремится совершенствовать своё художественное мастерство и переезжает учиться в Германию во Франкфурт на Майне, где проходит обучение в Штеделевском художественном институте (Städelsches Kunstinstitut). После окончания учебы Костер возвращается в Голландию и выбирает местом жительства Амстердам. К этому времени он уже является признанным мастером. Его работы пользуются спросом, их покупают как голландцы, так и иностранные туристы. Он набирает признание и авторитет среди художественной общественности. Его имя становится известным как в самой Голландии, так и за её пределами в том числе в Германии и Англии. В результате в 1852 году его избирают членом Нидерландской королевской академии наук.
В 1859 году в результате несчастного случая Эверхадус Костер теряет правый глаз. Это заметно усложняет его работу, о чем он часто сетовал в течение оставшейся жизни. Тем не менее, он продолжает писать картины.
Эверхадус Костер принадлежит к той редкой категории талантливых людей которым в течение жизненного пути удалось сочетать творческую и административную работу.
В 1858 году он становится куратором, а затем и директором Paviljoen Welgelegen в Харлеме, где на вилле Villa Welgelegen был размещен и открыт для публики Музей современного искусства. Государство выделило помещение для хранения и демонстрации произведений современных художников, однако художественная общественность выражала недовольство условиями хранения работ. Её так же не устраивала закупочная политика, проводимая руководством павильона. Все эти недостатки были описаны в брошюре Victor de Stuers ‘Holland op zijn smalst’, и Костеру, как директору, пришлось решать все эти проблемы. Он совершенствует закупочную политику и технологию хранения художественных работ. Во многом благодаря усилиям Эверхадуса Костера павильон в итоге получит разрешение на размещение своей экспозиции в залах, недавно построенного обновленного Государственного музея в Амстердаме.
Он руководит музеем до 1878 года. После увольнения уезжает сначала в Гаагу, а затем в Дордрехт, где продолжает свою работу.
Эверхадус Костер умер 8 января 1892 года в возрасте 74 лет, оставив после себя значительное художественное наследие.

## Творчество

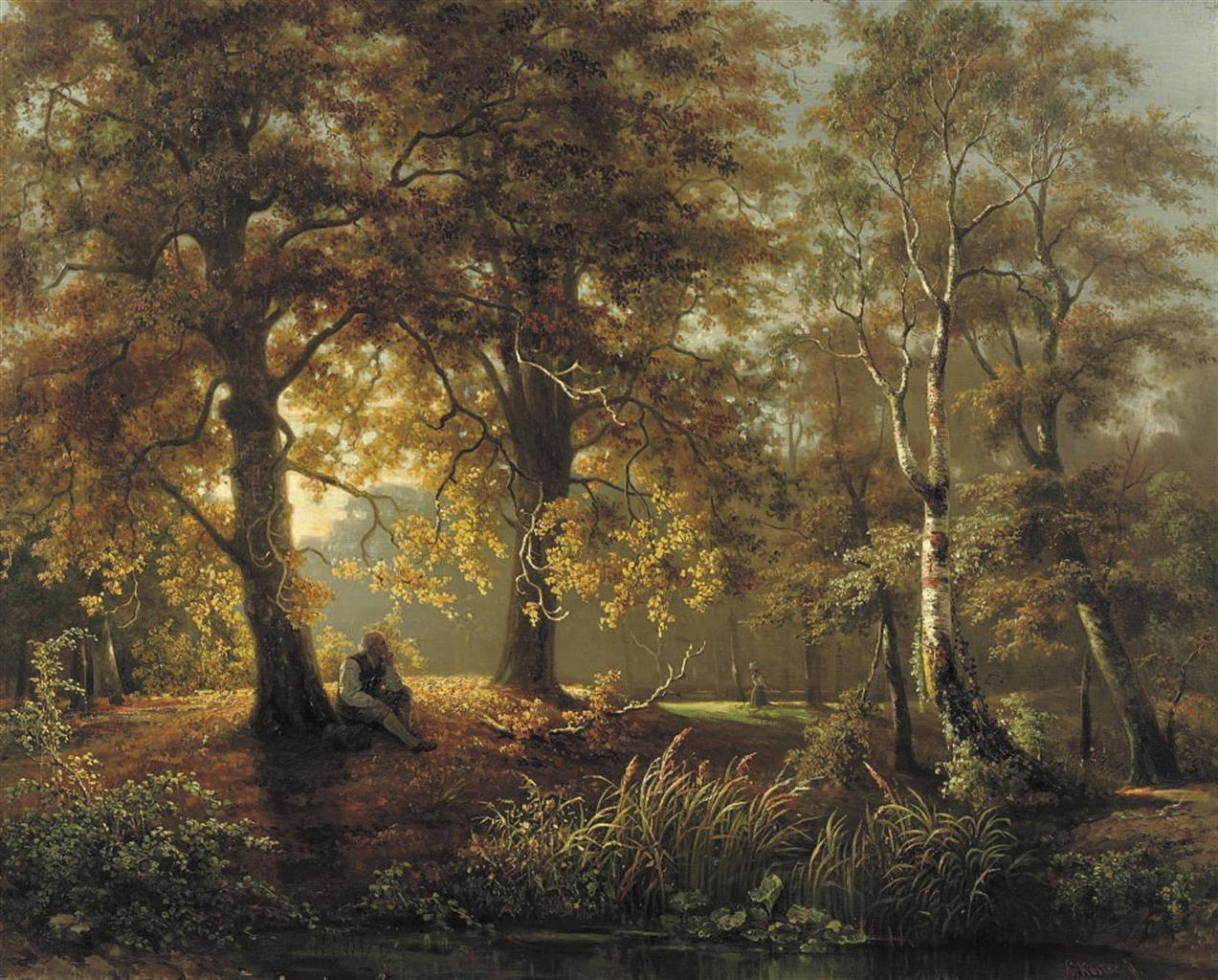
Эверхадус Костер «Лесной пейзаж», середина 19 века.

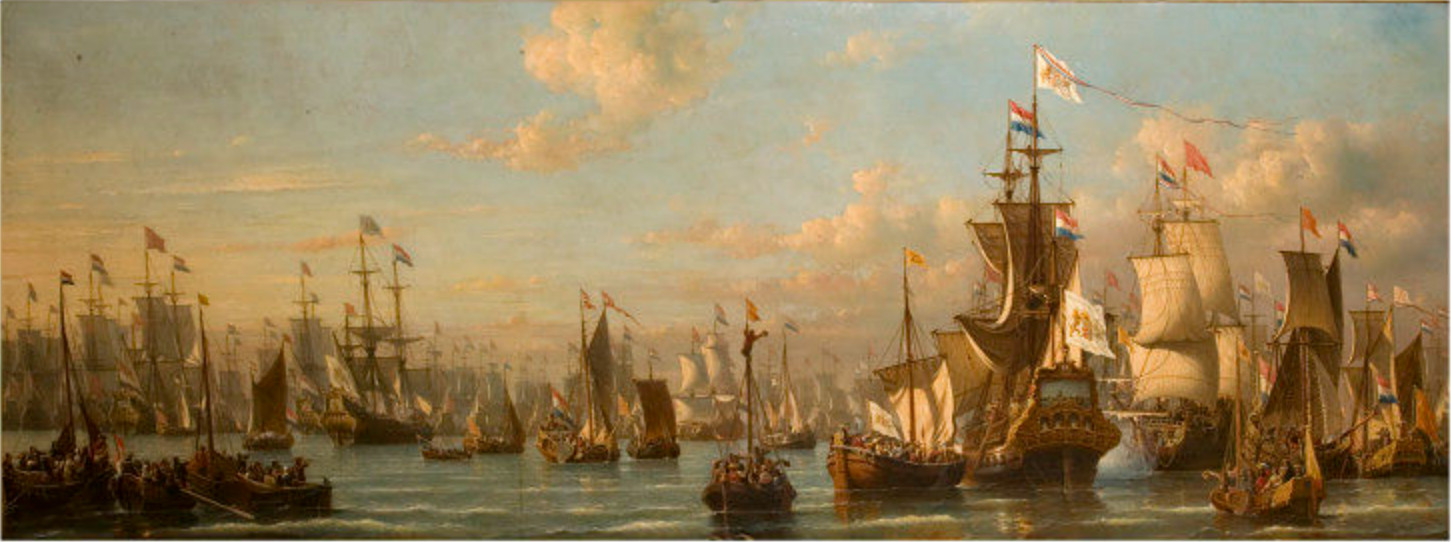
Эверхадус Костер — «Вильгельм III обозревает мощь голландского флота 1691 год», 1859 год

Эверхадус Костер известен прежде всего как мастер морского и речного пейзажа. Стиль его работ находится на стыке романтизма XIX века и гаагской школы живописи. Его первые живописные работы выполнены в соответствии с голландской пейзажной традицией. В начальный период своего творчества он рисовал городские и лесные ландшафты, изображал морские виды и суда с большим вниманием к различным деталям. Сохранились черновики его работ в которых он детально продумывал все нюансы окончательного изображения.
Позже, его живописные изображения стали менее графическими, однако их по прежнему нельзя, присоединить к стилю и традициям гаагской школы. Таким образом, художественный стиль его работ, условно подходит под определение «голландского романтизма».
Костер был искусен и в рисунке и в акварели, так же сохранились его литографии.
Его работы насыщены городской атмосферой второй половины XIX века, на которых мастерски передана игра света и тени, создающая потрясающей эффект глубины.
Некоторые эксперты причисляют Эверхадуса Костера к разряду военно-морских художников . И это небезосновательно, так как во многих его работах отражена морская мощь Голландии.
Особый интерес представляют его панорамные работы морской тематики. В них так же, как правило, изображается военно-морская сила Голландии. К таким работам можно отнести полотно
«Вильгельм III обозревает мощь голландского флота 1691 год», созданное в 1859 году.
Эверхадус Костер был популярным художником и успешным администратором и педагогом, который добился как академического, так и коммерческого успеха в своей жизни.
Отличительная черта его характера — постоянное желание учиться и повышать своё мастерство.
Его работы хранятся в музеях Rijksmuseum в Амстердаме, Frans Hals Museumв в Харлеме, Maritiem Museum Rotterdam ('Prins Hendrik') бывший военно-морской музей в Роттердаме, Имперском военном музее в Лондоне.
Как педагог он подготовил целый ряд талантливых художников. Самые известные среди них Jan Adam Kruseman, Jan Theodoor Kruseman, Alida Elisabeth van Stolk.